# Puig de Sa Morisca (jaciment arqueològic)
El jaciment arqueològic del Puig de la Morisca és un conjunt de diferents estructures prehistòriques situades dins el Parc Arqueològic del Puig de la Morisca, a la localitat de Santa Ponça del terme de Calvià.
Encara que l'origen de l'assentament no es coneix amb certesa, molts arqueòlegs pensen que pertany a l'edat del ferro, durant el període talaiòtic inicial, i que sobretot va ser habitat entre l'any 800 aC fins al 123 aC, el moment de la conquesta romana.

## Localització i accessos
El jaciment està situat al cap curucull de l'homònim Puig de la Morisca (que també es documenta com a Castellot de na Morisca o, simplement, na Morisca), de 119 m a la part sud de la badia de Santa Ponça, terme de Calvià. Forma part del Parc Arqueològic del Puig de la Morisca, al qual dona nom pel fet que n'és l'element central. De dalt de puig estant hi ha una gran panoràmica sobre una zona extensa del terme municipal: tota la badia i plana de Santa Ponça, la zona de la Porrassa i fins a les petites cadenes muntanyenques del Puig d'en Saragossa, el Puig de la Celleta, el Turó de l'Era...
Com que es troba a una zona amb una important activitat turística, està molt ben comunicat, no sols amb tot el terme municipal sinó també amb altres punts turístics gràcies a la l'autopista que connecta amb Andratx i Palma. És fàcilment accessible amb transport públic: hi ha una aturada d'autobús a la rotonda de Santa Ponça, d'on només cal caminar 15 minuts fins al recinte.